# 陸善真
陸善真（1957年3月30日—2020年6月20日），男，浙江温州人，前任中国女子体操队总教练。

## 生平
1977年，陸善真出任浙江省体操队教练员。
1983年，升任為国家体操队教练员。
1993年，正式出任国家体操队女队总教练。
1997年，任国家体操队副总教练。
2004年，任国家体操女队教练组长。期間，跟隨陸善真的體操名將包括劉璇、楊雲、張楠、程菲、奎媛媛、毕文静、杨伊琳、何宁等多位世界冠军。
2006年，在他的帶領下，中國女子體操隊首次奪得世界錦標團體冠軍。並於2008年北京奥运会率领女队夺得团体金牌，这是中国女子体操在奥运史上的第一枚团体金牌。
2020年6月20日，陆善真突发心脏病逝世，享年63岁。